# L'Étrange Festival 2019
L'Étrange Festival 2019, 25e édition du festival, se déroule du 4 au 15 septembre 2019.

## Déroulement et faits marquants
Cette 25e édition propose une compétition, des panoramas, un hommage à Alejandro Jodorowsky, des cartes blanches (Jean-Pierre Dionnet et vingt-cinq personnalités).
Le palmarès est dévoilé le 15 septembre 2019 : le Grand Prix Nouveau Genre est décerné à Vivarium de Lorcan Finnegan et le prix du public est remis à The Odd Family: Zombie On Sale de Lee Min-jae.

## Sélection

### En compétition
- 1BR de David Marmor  États-Unis
- A Winter's Tale (Wintermärchen) de Jan Bonny  Allemagne
- Bliss de Joe Begos  États-Unis
- Come to Daddy d'Ant Timpson  États-Unis  Norvège
- L'Inciseur (Abgeschnitten) de Christian Alvart  Allemagne
- Dreamland de Bruce McDonald  Canada
- First Love (初恋, Hatsukoi) de Takashi Miike  Japon
- Furie d'Olivier Abbou  États-Unis[Passage contradictoire (Il s'agit d'un film français, donc "États-Unis" semble incorrect, à moins qu'il y ait une raison, qu'il faudrait alors mentionner.)]
- Idol (우상, Woosang) de Lee Su-jin  Corée du Sud
- Knives and Skin de Jennifer Reeder  États-Unis
- Koko-di Koko-da de Johannes Nyholm  Suède  Danemark
- La terre des oubliés (Gwen) de William McGregor  Royaume-Uni
- Le Serpent blanc (白蛇：缘起, Bái shé: Yuán qǐ) d'Amp Wong  Chine
- Lillian d'Andreas Horvath  Autriche
- Monos d'Alejandro Landes  Colombie  Uruguay
- Nekrotronic de Kiah Roache-Turner  Australie
- Shadow (影, Yǐng) de Zhang Yimou  Chine
- Swallow de Carlo Mirabella-Davis  États-Unis  France
- The Antenna (Bina) d'Orçun Behram  Turquie
- The Art of Self-Defense de Riley Stearns  États-Unis
- The Boat de Winston Azzopardi  Royaume-Uni
- The Mute (Krew Boga) de Bartosz Konopka  Belgique  Pologne
- The Odd Family: Zombie On Sale de Lee Min-jae  Corée du Sud
- The Wretched de Brett Pierce et Drew Pierce  États-Unis
- Vivarium de Lorcan Finnegan  Irlande  Belgique  Danemark

### Ouverture
- Nekrotronic de Kiah Roache-Turner

### Clôture
- The True History of the Kelly Gang de Justin Kurzel

### Mondovision
- Adoration de Fabrice Du Welz  France  Belgique
- Diner (ダイナー, Dainā) de Mika Ninagawa  Japon
- Family Romance, LLC de Werner Herzog  États-Unis
- Les Sources occultes de Laurent Courau  France
- Little Joe de Jessica Hausner  Autriche  Allemagne  Royaume-Uni
- Ni dieux ni maîtres de Éric Cherrière  France
- The Fable (ザ・ファブル, Za Faburu) de Kan Eguchi  Japon
- The Lighthouse de Robert Eggers  Canada  États-Unis
- The Room de Christian Volckman  France  Luxembourg  Belgique

### Nouveaux talents
- Aragne : Sign of vermillion de Saku Sakamoto  Japon
- Blood Machines de Seth Ickerman  France
- Fisherman de Saku Sakamoto  Japon
- Greener grass de Jocelyn DeBoer et Dawn Luebbe  États-Unis
- Makafushigi de Saku Sakamoto  Japon
- Paradise Hills d'Alice Waddington  Espagne
- Tumbbad d'Adesh Prasad  Inde

### 25 ans / 25 choix
- François Boucq : L'Obsédé (The Collector) de William Wyler
- Jean-Pierre Bouyxou : Chromo sud de Étienne O'Leary et Vu par mon chien
- Clotilde Courau : Atomic Café
- Philippe Decouflé : Les Petites Marguerites de Věra Chytilová
- Chloé Delaume : Génération Proteus (Demon Seed) de Donald Cammell
- Sylvie Denis : Croisières sidérales d'André Zwobada
- Warren Ellis[Lequel ?] : Walkabout de Nicolas Roeg
- Mati Diop : Pique-nique à Hanging Rock de Peter Weir
- Philippe Grandrieux : L'Ascension de Larissa Chepitko
- Arthur H : Brancaleone s'en va-t-aux croisades de Mario Monicelli
- Jessica Hausner : Meshes of the Afternoon, At Land, Divine Horsemen et The living gods of Haïti  de Maya Deren
- Antony Hickling : L'Ange exterminateur de Luis Buñuel
- HPG : Barfly de Barbet Schroeder
- Seth Ickerman : Métal Hurlant de Gerald Potterton
- Émilie Jouvet : Strange Days de Kathryn Bigelow
- Mathieu Kassovitz : Police Story de Jackie Chan
- Xavier Lambours : Échec à l'organisation (The Outfit) de John Flynn
- Yann Minh : Prospero's Books de Peter Greenaway
- Michael Moorcock : En Angleterre occupée d'Andrew Mollo et Kevin Brownlow
- F. J. Ossang : Nous, Les saisons et Notre siècle d'Artavazd Pelechian
- Vincent Ravalec : Adam's Apples d'Anders Thomas Jensen
- Jean-Michel Roux : Concrete Night de Pirjo Honkasalo
- Romain Slocombe : La Marque du tueur de Seijun Suzuki
- Pacôme Thiellement : La Petite Fille au bout du chemin de Nicolas Gessner
- Winshluss : King Kong de Merian C. Cooper et Ernest B. Schoedsack

### Carte blancheJean-Pierre Dionnet
- Danger, planète inconnue (Doppelgänger) de Robert Parrish  Royaume-Uni
- La peur au ventre (Running Scared) de Wayne Kramer  États-Unis
- La Proie nue (The Naked Prey) de Cornel Wilde  États-Unis
- La Vengeance mexicaine (Barbarosa) de Fred Schepisi  États-Unis
- Réincarnations (Dead and buried) de Gary Sherman  États-Unis

### Focus Scala Cinéma
- Ghosts… of the Civil Dead de John Hillcoat  Australie
- Santa Sangre d'Alejandro Jodorowsky  Mexique  Italie
- Taxi zum Klo de Frank Ripploh  Allemagne

### Très bon anniversaire Alejandro
- Le Voleur d'arc-en-ciel (The Rainbow Thief) d'Alejandro Jodorowsky  Royaume-Uni

### Séances spéciales
- Institut Benjamenta des Frères Quay  Royaume-Uni
- Irréversible – inversion intégrale de Gaspar Noé  France
- The Doll's Breath des Frères Quay  Royaume-Uni

### Retour de flamme - La galerie des monstres
- La Galerie des monstres de Jaque Catelain  France

### Pépites de L'Étrange
- La Chute d'un corps de Michel Polac  France
- Laurin de Robert Sigl  Allemagne  Hongrie
- Les Sadiques de Satan (en) (Satan's Sadists) d'Al Adamson  États-Unis

## Palmarès
- Grand Prix Nouveau Genre : Vivarium de Lorcan Finnegan
- Prix du public : The Odd Family: Zombie on Sale de Lee Min-jae
- Prix du Jury Court Métrage : Please Speak Continuously and Describe Your Experiences as They Come to You de Brandon Cronenberg
- Prix du Public Court-Métrage : (ex-æquo) VagabondageS de Guillaume Pin et Portrait en pied de Suzanne de Izabela Plucińska